# Relações entre Brasil e Santa Sé
As relações entre Brasil e Santa Sé referem-se às relações atuais e históricas entre o Brasil e a Santa Sé. O catolicismo foi introduzido no Brasil em 1500 por Portugal e é a religião predominante no país. O Brasil também tem a maior população católica do mundo. Desde a adoção da Constituição em 1891, o Brasil é uma nação laica.

## História
Logo depois que o Brasil declarou sua independência em 1822, o Brasil e a Santa Sé mantiveram relações diplomáticas. Em 1826, o primeiro enviado brasileiro à corte papal chegou a Roma. A embaixada do Brasil na Santa Sé está entre as mais antigas representações diplomáticas brasileiras no exterior. Em novembro de 1871, o Imperador Pedro II do Brasil fez uma visita ao Vaticano e se encontrou com o Papa Pio IX.
Em 1872, ocorreu uma crise entre as duas nações com relação à Questão Religiosa, quando o governo imperial brasileiro quis reformar a Igreja e nomeou uma série de bispos reformadores. Em 1891, o Brasil tornou-se uma nação secular com a adoção de uma Constituição Republicana. Em 1919, a representação brasileira junto à Santa Sé foi elevada à categoria de embaixada.
Em junho de 1980, o Papa João Paulo II se tornou o primeiro Papa a visitar o Brasil e viajou pelo país por duas semanas. Em 1986, o presidente brasileiro José Sarney se tornou o primeiro presidente brasileiro a visitar o Vaticano. Desde as visitas iniciais, haveria várias visitas papais e presidenciais entre as duas nações.
Em novembro de 2008, durante a segunda visita do presidente Luiz Inácio Lula da Silva ao Vaticano, foi firmado um acordo entre as duas nações sobre o Estatuto Jurídico da Igreja Católica no Brasil, que consolida as regras para a atuação da Igreja no país. O principal objetivo do acordo é dar maior segurança jurídica às relações do Brasil com a Santa Sé, sempre de acordo com o princípio laico do Estado. O acordo está em vigor desde 2010.
Em 2013, a presidente brasileira Dilma Rousseff fez uma visita ao Vaticano para assistir à posse do Papa Francisco, o primeiro Papa latino e sul-americano. Em julho de 2013, o Papa Francisco fez uma visita de 5 dias ao Brasil, sua primeira viagem papal após se tornar Papa em março de 2013. Em fevereiro de 2014, a presidente Dilma Rousseff fez uma segunda visita ao Vaticano.

## Visitas de alto nível

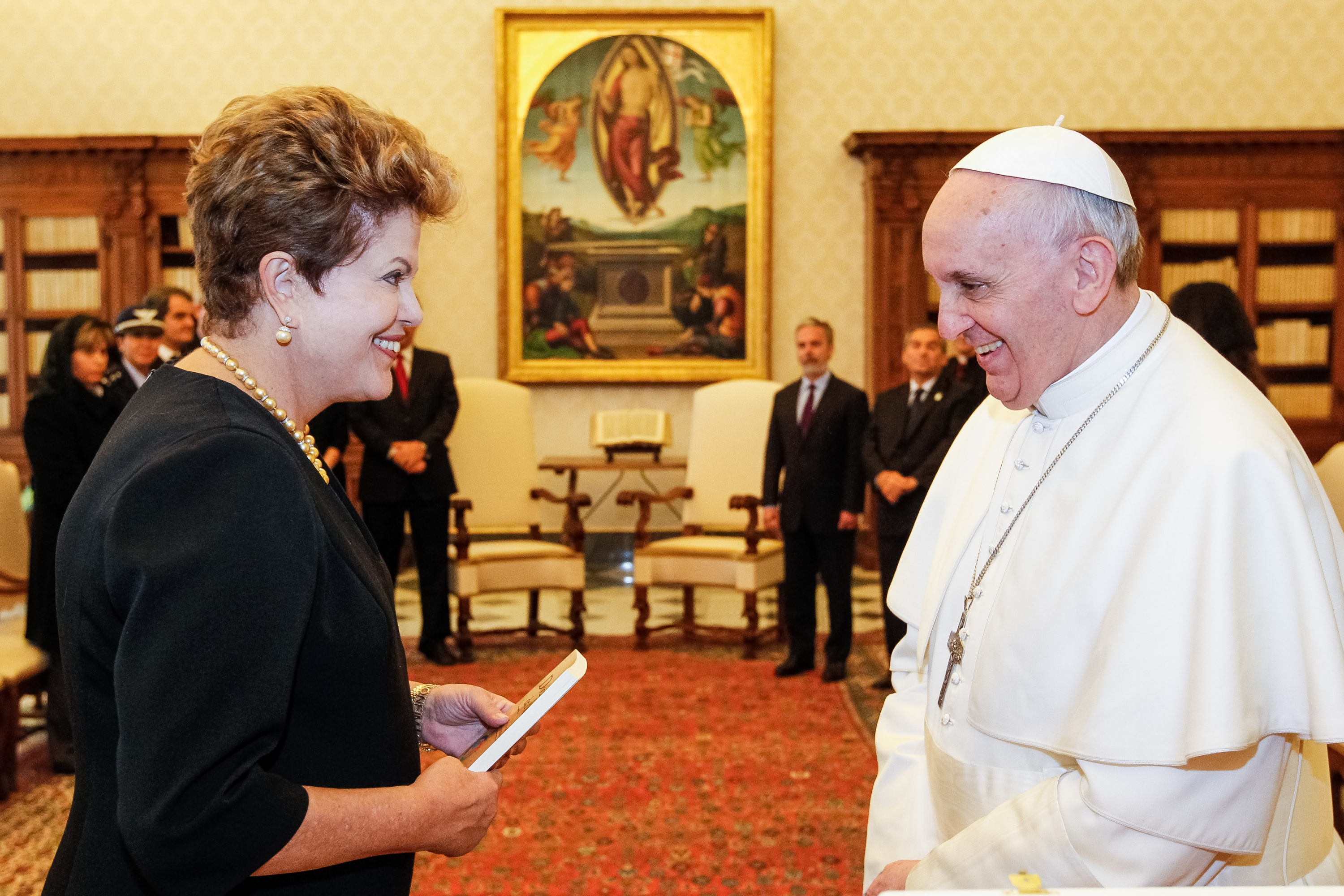
A reunião da presidente brasileira Dilma Rousseff com o então recentemente eleito Papa Francisco no Vaticano; Março de 2013.

Visitas de alto nível do Brasil à Santa Sé:
- Imperador Pedro II do Brasil (1871)
- Presidente José Sarney (1986)
- Presidente Fernando Collor de Mello (1990)
- Presidente Fernando Henrique Cardoso (1997)
- Presidente Luiz Inácio Lula da Silva (2005, 2008)
- Ministro das Relações Exteriores Antonio Patriota (2012)
- Presidente Dilma Rousseff (2013, 2014)
- Vice-presidente Michel Temer (2014)

Visitas papais da Santa Sé ao Brasil:
- Papa João Paulo II (1980, 1991, 1997)
- Papa Bento XVI (2007)
- Papa Francisco (2013)

## Missões diplomáticas residentes
- O Brasil tem uma embaixada junto à Santa Sé com sede em Roma.[5]
- A Santa Sé faz Nunciatura Apostólica em Brasília.

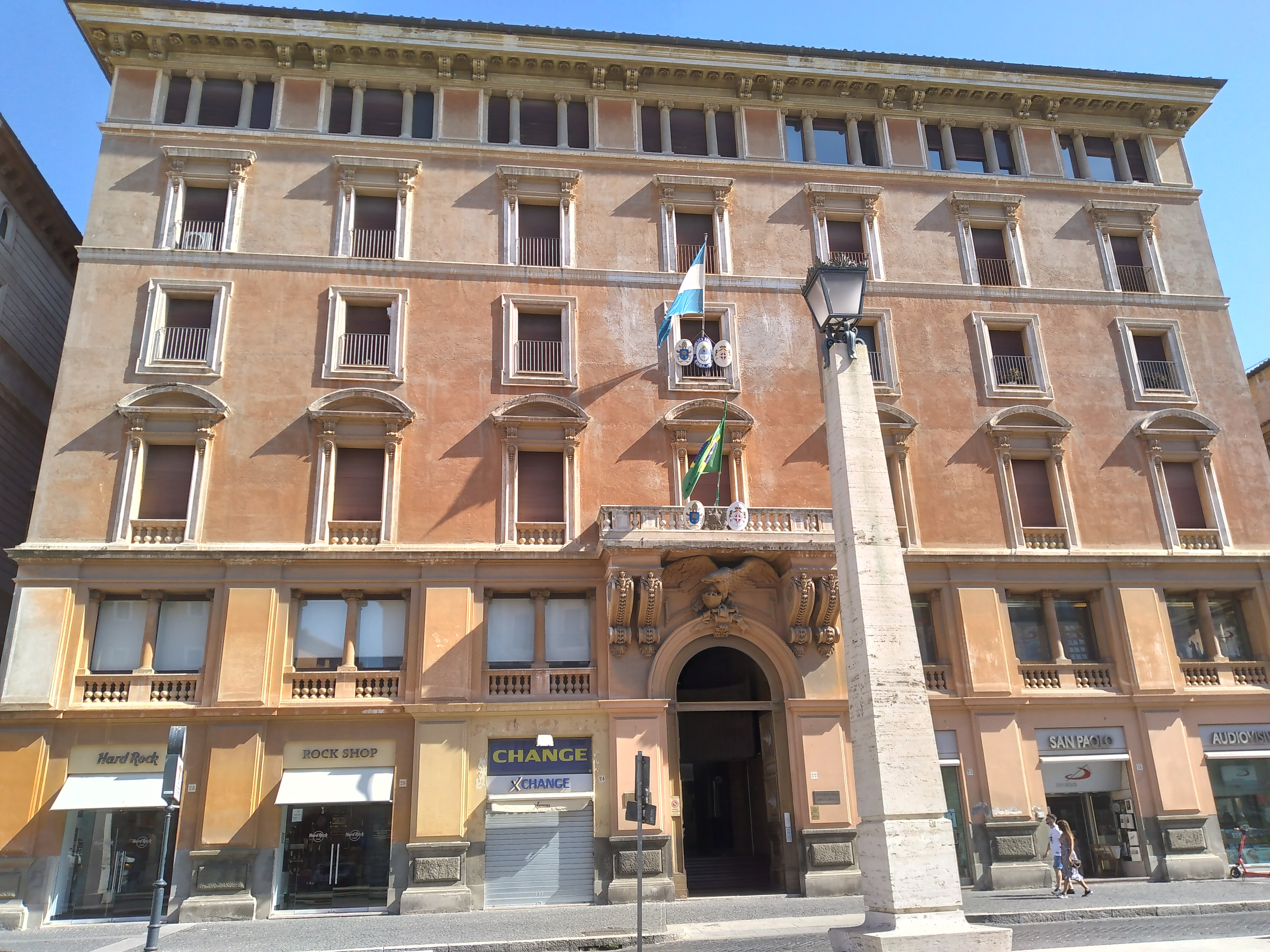
Embaixada do Brasil junto à Santa Sé
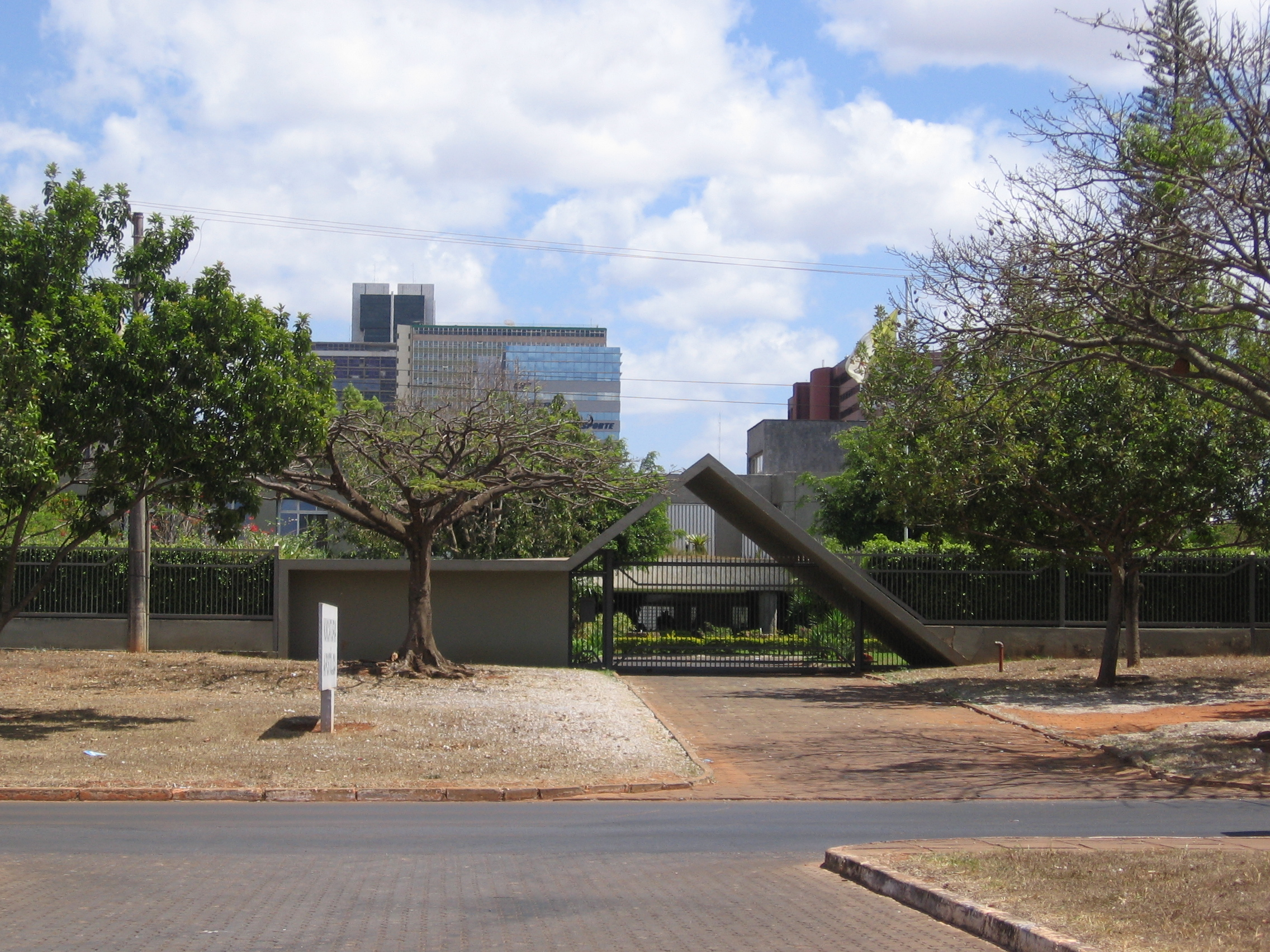
Nunciatura Apostólica da Santa Sé em Brasília